# Røa (metrostation)
Røa is een metrostation in de Noorse hoofdstad Oslo. Het station werd geopend op 24 januari 1935 en wordt bediend door lijn 2 van de metro van Oslo.